# Uniwersytet w Hasselt
Uniwersytet w Hasselt (Universiteit Hasselt) – belgijski uniwersytet mający swoją siedzibę w Hasselt i w Diepenbeek. Został założony w 1971 jako Centrum Uniwersyteckie Limburgia (LUC).
15 czerwca 2005 zmieniono jego nazwę na Universiteit Hasselt.
Uniwersytet ściśle współpracuje z Maastricht University, tworząc Międzynarodowy Uniwersytet w Limburgii.

## Struktura
Universiteit Hasselt składa się obecnie z sześciu wydziałów:
- Wydział Ekonomii oferuje studia licencjackie i magisterskie, zwłaszcza w handlu i ekonomii,
- Wydział Lekarsko-Przyrodniczy oferuje studia licencjackie z medycyny i nauk biomedycznych (najlepszy we Flandrii),
- Wydział Prawa zorganizowane przez TUL, we współpracy z Katolickim Uniwersytetem w Lowanium (studia licencjackie i magisterskie),
- Wydział Nauk oferujący studia matematyczne, informatyczne, fizyczne, biologiczne, chemiczne i statystyczne,
- Wydział Inżynierii Przemysłowej – studia na kierunku Nauki przemysłowe (studia licencjackie i magisterskie),
- Wydział Architektury i Sztuki – studia architektura i architektura wnętrz (studia licencjackie i magisterskie).